# El último adiós
El último adiós è una canzone di fine 2001 che vede a raccolta diversi artisti di lingua spagnola, tra cui Ricky Martin, Shakira, Jennifer Lopez, Gloria Estefan, Chayanne, Jon Secada, Alejandro Sanz, Christina Aguilera e tanti altri. La canzone è stata registrata come tributo per le vittime dell'attentato dell'11 settembre 2001, data memorabile per la caduta delle Torri Gemelle. Esiste il CD Single di questa canzone e anche un video, dove si vedono a turno tutti gli artisti e le macerie della scena del disastro.